# 下浜郵便局
下浜郵便局（しもはまゆうびんきょく）は秋田県秋田市下浜羽川にある郵便局。民営化前の分類では集配特定郵便局であった。

## 概要
住所：〒010-1599 秋田県秋田市下浜羽川下野1-74

## 沿革
- 1893年（明治26年）4月1日 - 由利郡下浜村大字羽川に羽川（はねがわ）郵便局（三等）として開設[1][2]。
- 1899年（明治32年）
  - 3月1日 - 郵便貯金事務を開始[3]。
  - 12月16日 - 郵便為替事務を開始[4]。
- 1900年（明治33年）7月1日 - 小包郵便取扱を開始[5]。
- 1909年（明治42年）3月31日 - 電信事務を開始[6]。
- 1920年（大正9年）
  - 2月22日 - 羽越北線（現羽越本線）秋田-道川間開通に伴い鉄道郵便線路開通、その受渡局となる[7]。
  - 11月1日 - 下浜郵便局に改称[8]。
- 1928年（昭和3年）3月26日- 電話通話事務を開始[9]。
- 1943年（昭和18年）9月1日 - 下浜電信取扱所の廃止に伴い、取扱事務を承継する[10]。
- 1974年（昭和49年）11月13日 - 電話交換業務を秋田電報電話局に移管[11]。
- 1984年（昭和59年）2月1日 - 鉄道郵便受渡廃止[12]。
- 1986年（昭和61年）3月 - 局舎新築[13]。
- 2007年（平成19年）10月1日 - 民営化に伴い、併設された郵便事業秋田支店下浜集配センターに一部業務を移管。
- 2012年（平成24年）10月1日 - 日本郵便株式会社発足に伴い、郵便事業秋田支店下浜集配センターを下浜郵便局に統合。

## 取扱内容
- 郵便、印紙、ゆうパック、チルドゆうパック、内容証明、国際郵便
- 貯金、為替、振替、振込、国債
- 生命保険、バイク自賠責保険、がん保険
- ゆうちょ銀行ATM
- 秋田市内の一部地域（〒010-15xx）の集配業務

## 周辺
- 秋田市下浜地区コミュニティセンター
- 秋田市立下浜小学校
  - 秋田市下浜児童室
- 下浜海水浴場

## アクセス
- JR羽越本線 下浜駅から徒歩約9分
- 秋田市マイタウン・バス（西部線下浜コース） 下浜小学校前停留所下車
- 日本海東北自動車道 岩城ICから北へ約7.5km
- 国道7号沿い
- 駐車場あり：3台